# Samuel Coleridge-Taylor
Samuel Coleridge-Taylor (Londres, 15 de agosto de 1875 - Londres, 1 de setembro de 1912) foi um compositor e maestro britânico, considerado herdeiro do romantismo inglês de Elgar, um de seus vários mentores. Sua obra mais conhecida, Scenes from "The Song of Hiawatha" (Op. 30), uma trilogia de cantatas baseada em The Song of Hiawatha (1855), de Henry Wadsworth Longfellow, estreou quando ele tinha 25 anos. Ele morreu de pneumonia aos 37 anos, tendo sido pai de Avril Coleridge-Taylor.
Ele foi considerado um "verdadeiro gênio" por August Jaeger, uma das figuras mais importantes da música britânica, e Sir Hubert Parry se referiu à estreia de Hiawatha como "um dos eventos mais notáveis da história da música. Moderna.”
Nascido em Londres, filho de mãe inglesa e pai da Serra Leoa, Coleridge-Taylor estudou violino no Royal College of Music e composição com Charles Villiers Stanford.
Com seu Twenty-four Negro Melodies (Op. 59) para piano (1905), Coleridge-Taylor esperava 'alcançar para a música negra o que Brahms fez para a música folclórica húngara, Dvořák para a música folclórica boêmia e Grieg para a norueguesa.».